# L
L е дванадесетата буква от латинската азбука. Тя се срeща във всички езици, използващи латиницата, но има различна звукова стойност – венечна странична приблизителна съгласна /l/, веларизирана венечна странична приблизителна съгласна /ɫ/, беззвучна венечна странична проходна съгласна /ɬ/ [хл] или звучната ннебна странична приблизителна съгласна /ʎ/ [ль] (палатализирана онебнена). Еквивалентът на буквата на кирилица и на български е буквата л.